# پائو تورس (بازیکن فوتبال، زاده ۱۹۸۷)
پائو تورس (انگلیسی: Pau Torres؛ زادهٔ ۴ ژوئن ۱۹۸۷) بازیکن فوتبال اهل اسپانیا است.
از باشگاه‌هایی که در آن بازی کرده‌است می‌توان به باشگاه فوتبال رئال وایادولید، باشگاه فوتبال دپورتیوو آلاوس، باشگاه فوتبال بارسلونا بی، و باشگاه فوتبال بارسلونا سی اشاره کرد.